# Carol Brooks MacNeil

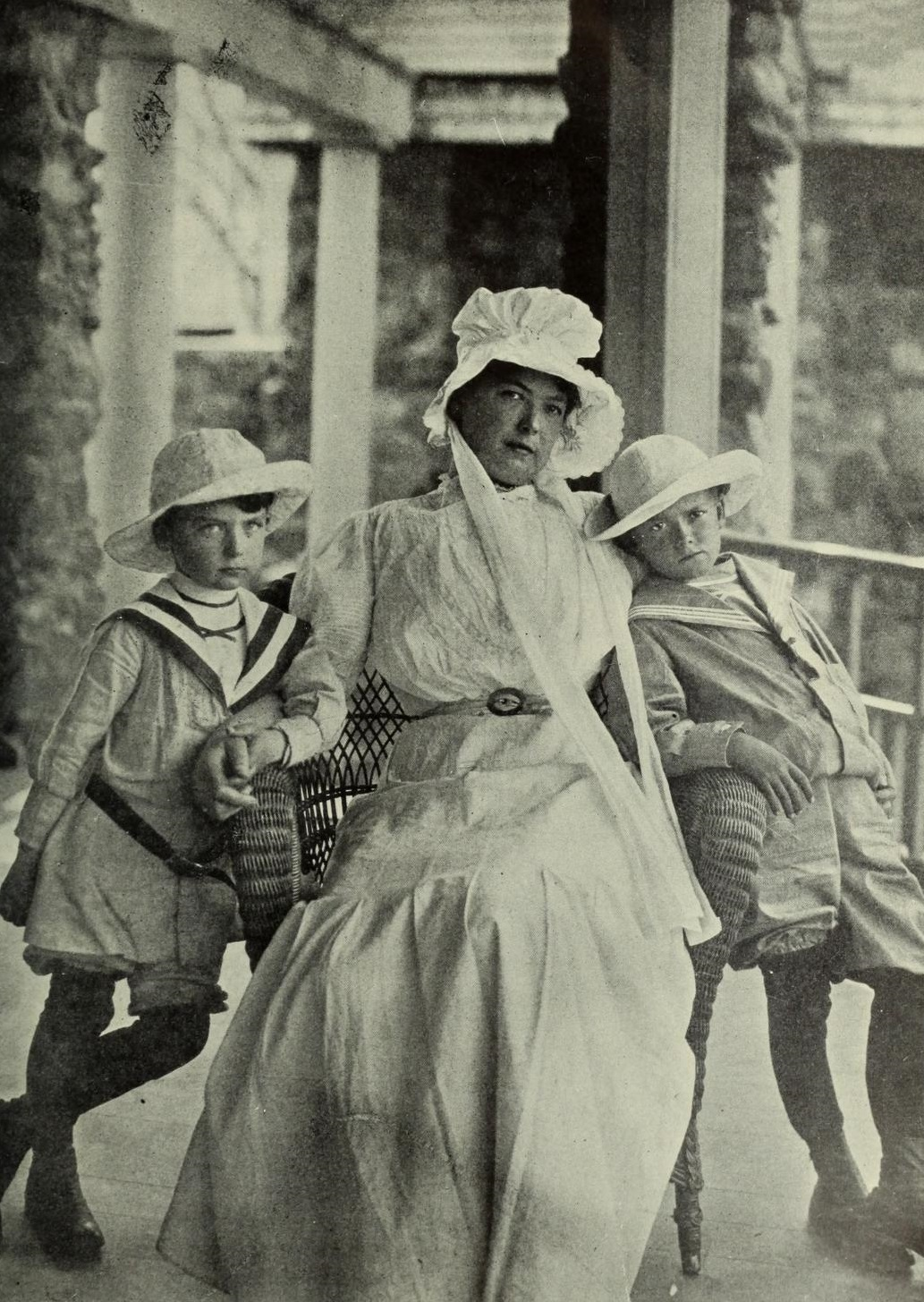
Carol Brooks MacNeil mit ihren Söhnen

Carol Carrie Louise Brooks MacNeil (* 15. Januar 1871 in Chicago, Illinois; † 22. Juni 1944 in New York City) war eine US-amerikanische Bildhauerin und Malerin. Sie gehörte zu den Künstlerinnen der Künstlerinnengruppe White Rabbits.

## Leben
Carol Louise Brooks wurde 1871 in Chicago geboren. Ihr Vater war Maler. In Chicago studierte sie am Art Institute of Chicago bei Lorado Taft. Sie wurde Mitglied der Gruppe der White Rabbits, eine Gruppe junger Bildhauerinnen, die zusammen mit Taft an Exponaten für die World’s Columbian Exposition im Jahr 1893 in Chicago arbeiteten und mit eigenen Werken auf der Weltausstellung vertreten waren. Für die Ausstellung fertigte sie die allegorische Skulptur „Charity“ für das Illinois Building.
Ihre Studien vervollständigte sie in Paris, wo sie bei Frederick William MacMonnies und Jean-Antoine Injalbert studierte. Dort gewann sie die Silber-Medaille des Salon des artistes français. Sie heiratete 1895 in Chicago den Bildhauer Hermon Atkins MacNeil, reiste mit ihm nach Rom, wo sie drei Jahre lebten, später gingen sie für ein Jahr nach Paris. 1901 kehrten sie in die Vereinigten Staaten zurück und ließen sich in New York City nieder.
Ihre Arbeiten umfassen die Gestaltung von Vasen, Teekannen, Samowar, Tintenbehältern und anderen dekorativen und nützlichen Objekte, sowie Kinderbüsten, einschließlich der ihrer beiden Söhne, und Statuetten. Auch als Malerin war sie tätig. Bekannt war sie für ihre Porträts von kleinen Kindern.
Carol Brooks MacNeil und Hermon A. MacNeil hatten zwei Söhne. Carol Brooks MacNeil starb am 22. Juni 1944 in New York City, wo sie mit ihrer Familie im Ortsteil Queens gelebt hatte.

## Werk
- „Charity“ (für das Illinois Building)
- „Giotto“
- Kleinskulpturen wie Vasen, Samowar, Teekannen und Statuetten

## Ausstellungen
Sie nahm an folgenden Ausstellungen teil:
- World’s Columbian Exhibition, Chicago, 1893.
- Exposition Universelle Paris, 1900
- Salon de Paris, 1894 und 1895.
- St Louis/Louisiana Purchase Exposition, 1904